# Capulinia orbiculata
Capulinia orbiculata är en insektsart som beskrevs av James Mather Hoy 1958. Capulinia orbiculata ingår i släktet Capulinia och familjen filtsköldlöss. Inga underarter finns listade i Catalogue of Life.